# Collégiale Notre-Dame-d'Espérance de Montbrison
Pour les articles homonymes, voir Église Notre-Dame-d'Espérance.
L'église collégiale Notre-Dame-d'Espérance est une église paroissiale, ancienne collégiale, située sur la commune de Montbrison dans la Loire en région Auvergne-Rhône-Alpes.
Construite sur 240 ans (1223 à 1466) et deux dynasties, son architecture — de style gothique sobre — reste cependant très unie.

## Situation
L'église se trouve au 3, rue du Cloître Notre-Dame à Montbrisson,,, en rive droite (côté sud) du Vizézy à moins de 50 m de la rivière.
Montbrison occupe la rive gauche (côté nord) de la rivière Vizézy, avec le château des comtes de Forez au sommet de la butte volcanique ; ce dernier a été détruit au moment des troubles de la Ligue, en 1595, par le duc de La Guiche.[réf. nécessaire]

Côté sud de la rivière, à un peu plus d'un kilomètre, se trouve la ville de Moingt, ancienne station thermale gallo-romaine Aquis Segete, où les comtes de Forez avaient un château à côté de l'église Saint-Julien, dont il ne reste plus que des pans de murs.[réf. nécessaire]
L'église fait partie de la paroisse Sainte-Claire-Sainte-Thérèse-en-Forez, diocèse de Saint-Étienne.

## Historique

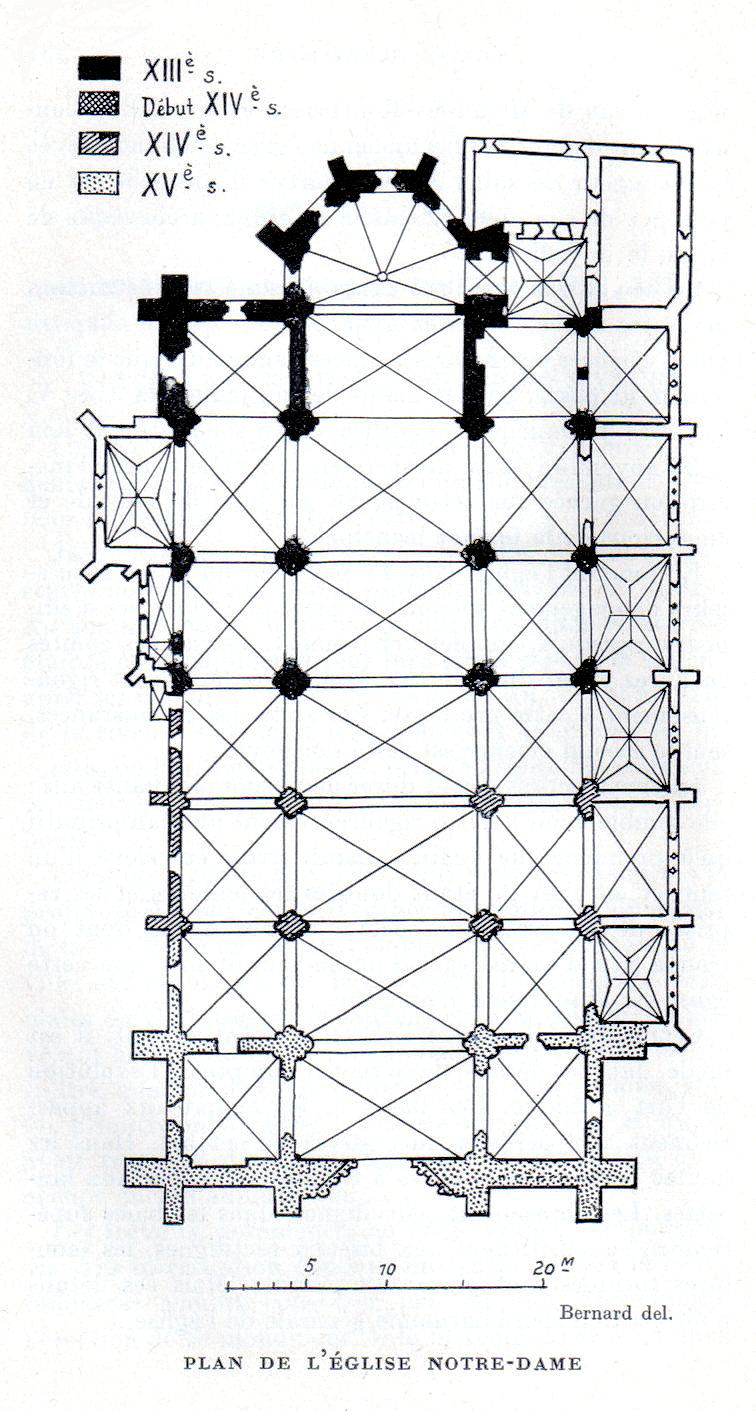
Plan de la collégiale (Congrès archéologique de France de 1935, d'après Auguste Bernard en 1848).

Jusqu'à la construction de cette église, les comtes de Forez sont enterrés à Lyon dans l'église Sainte-Irénée. Or à Montbrison se trouve le plus important château du Forez. Le comte Guigues IV, l'un des plus prestigieux de sa dynastie, fait construire ici Notre-Dame comme un geste politique fort, un signe de puissance - et en prévision d'assurer sur place un vivier de fonctionnaires capables de suivre l'administration du comté.
Le comte Guigues IV fonde en juillet 1205 le chapitre de Notre-Dame, qui inclut un doyen, un chantre, un sacristain, un maître de chœur et neuf chanoines ; et en 1229 il établit cinq chapelains. Le comte se réserve la collation des dignités chanoinies et prébendes, un droit dévolu au roi par la réunion du comté à la couronne.
Il choisit comme implantation de la nouvelle église la rive droite du Vizézy[réf. nécessaire], ce qui nécessite l'achat du terrain au seigneur de Moingt. De plus, le terrain est marécageux près de la rivière ; des poteaux de bois sont installés en terre pour assurer profondeur et solidité des fondations, selon le procédé employé à Venise. Les maisons canoniales s'élèvent rapidement autour de la future église et près de l'Hôtel-Dieu des pauvres malades, ce dernier transféré dans ce lieu quelques années plus tôt.[réf. nécessaire]
Les travaux sont commencés en 1212. En 1223, le comte décide de faire rédiger dans son château de Moingt l'acte de fondation et le notifie solennellement le 15 juillet devant l'église Saint-Julien d'Antioche en présence de son oncle Renaud de Forez, archevêque de Lyon.[réf. nécessaire]
Le 23 novembre 1226, la construction du chœur étant suffisamment avancée pour permettre d'y célébrer les offices canoniaux, le comte fait poser par son jeune fils, le futur Guy V, la pierre d'honneur de l'église au fond de l'abside, sous la fenêtre d'axe.[réf. nécessaire]

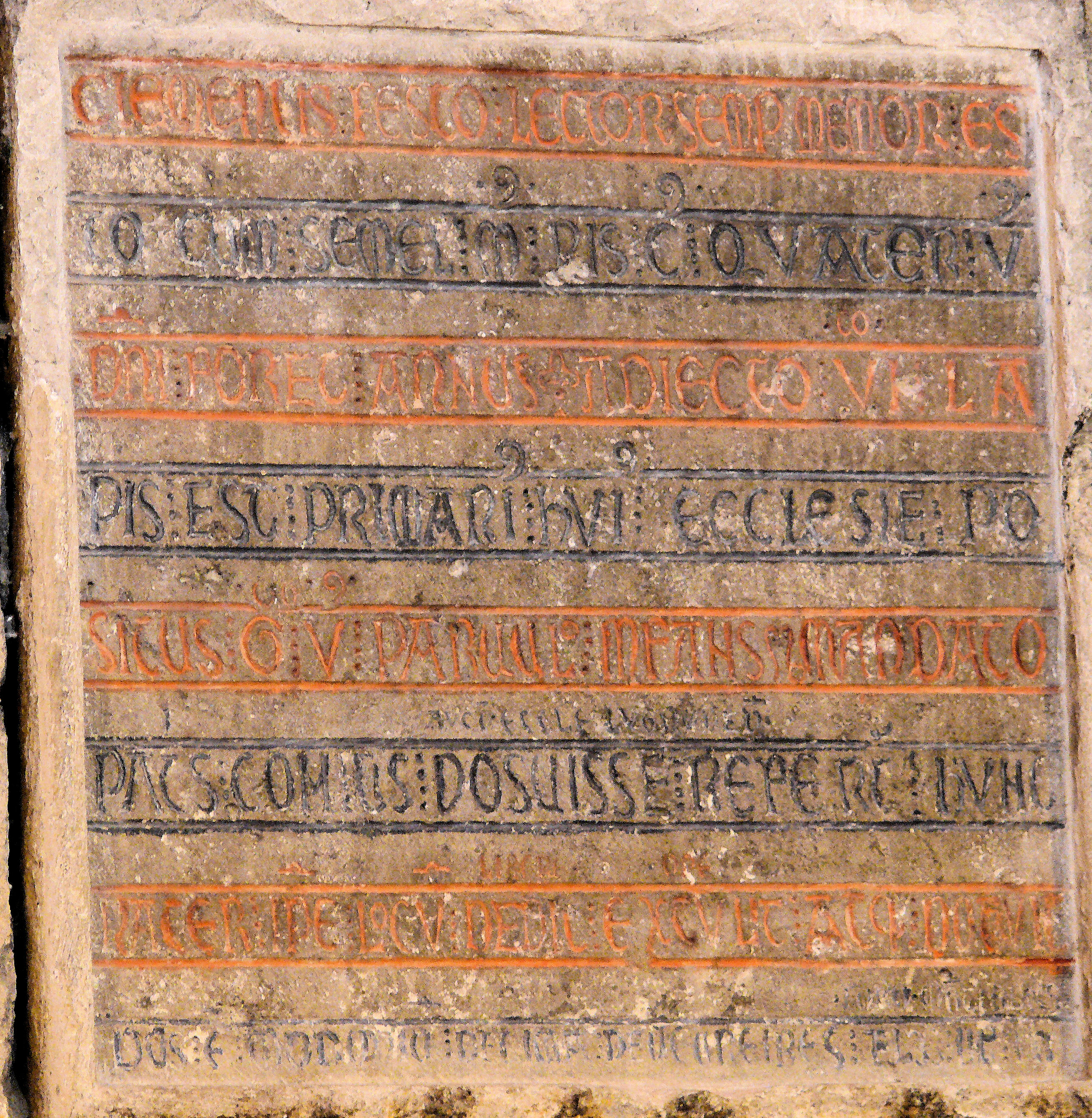
Pierre d'honneur posée en 1226.

Traduction en français du texte écrit sur la pierre :

« Lecteur, souviens-toi toujours qu'en la fête de Clément, deux fois cent, quatre fois cinq six ajouté, la première pierre de cette église fut placée. Elle témoigne que Gui V, tout enfant, l'a posée, représentant le Comte son père (et son oncle l'archevêque de Lyon).

Son père a fourni librement l'emplacement, a pourvu la construction et l'a dotée. Sa dot est la seigneurie de Moingt, la dîme de Verrières et 60 livres du marché de Montbrison[réf. nécessaire]. »

Le comte prend l'engagement que lui et ses successeurs continueraient la construction de la collégiale jusqu'à son achèvement complet. Il faut près de 250 ans pour construire l'édifice actuel. La construction s'est faite d'est en ouest.[réf. nécessaire]
Après la construction du chœur, la travée de la nef qui suit est construite à la fin du XIIIe siècle ou au début du XIVe siècle. Cette nouvelle phase de construction se remarque par le changement de l'élévation et de la largeur du vaisseau central par rapport au chœur. Les deux suivantes sont construites dans la première moitié du XIVe siècle, la troisième à la fin. On trouve sur deux chapiteaux les armes de Louis II de Bourbon et Anne Dauphine datant de 1396. Les deux travées situées à l'ouest ont été édifiées au commencement du XVe siècle en suivant le même plan.[réf. nécessaire]
Le portail de la collégiale est entrepris par Charles Ier de Bourbon et de la duchesse Agnès de Bourgogne et achevé en 1459. Les travaux de la façade occidentale sont terminés en 1466 par Jean II de Bourbon.[réf. nécessaire]
Les huit chapelles latérales sont ajoutées entre 1480 et 1516. Les deux chapelles construites sur le collatéral nord ont été érigées grâce au financement de Florimond Robertet, principal ministre des rois Charles VIII, Louis XII et François Ier, et son frère Jacques, évêque d'Albi, tous deux étant fils de Jean Robertet. Côté sud, la chapelle des Parins est bâtie en 1491 par Mathieu de Bourbon. Deux chapelles sont réunies pour former la chapelle de la Vierge Marie. On trouve dans l'ancienne chapelle Sainte-Catherine, aujourd'hui Saint-André, fondée par le chanoine Clément Rosset, une peinture murale représentant sainte Catherine d'Alexandrie avec le chanoine à ses pieds. La porte sud a été ouverte dans cette chapelle en 1844.[réf. nécessaire]
Sur le côté nord de l'église est ajouté au commencement du XIVe siècle un petit porche. Le tympan est moderne.[réf. nécessaire]
Pendant la Révolution, la collégiale a été un temple de la Raison. L'église est saccagée en 1793 par les troupes commandées par Claude Javogues qui y ont été logées.[réf. nécessaire]
L'église est classée au titre des monuments historiques dans la liste de 1840.
Trois des vitraux de l'abside sont posés en 1846 pendant le temps de l'abbé Crozet, curé et archiprêtre de Notre-Dame, dans le cadre du chantier de restauration de l'église dirigé par Pierre Bossan, secondé notamment par le sculpteur Guillaume Bonnet. Ils sont réalisés par Charles-Laurent Maréchal, peintre-verrier de Metz. La quatrième verrière, la plus au nord, est posée en 1904 pendant le temps de l'abbé Bosse, curé de la paroisse. Elle est réalisée par Lucien Bégule, peintre-verrier de Lyon. Les verrières hautes de l'abside sont réalisées vers 1888 par le peintre-verrier Laurent Gsell.[réf. nécessaire]

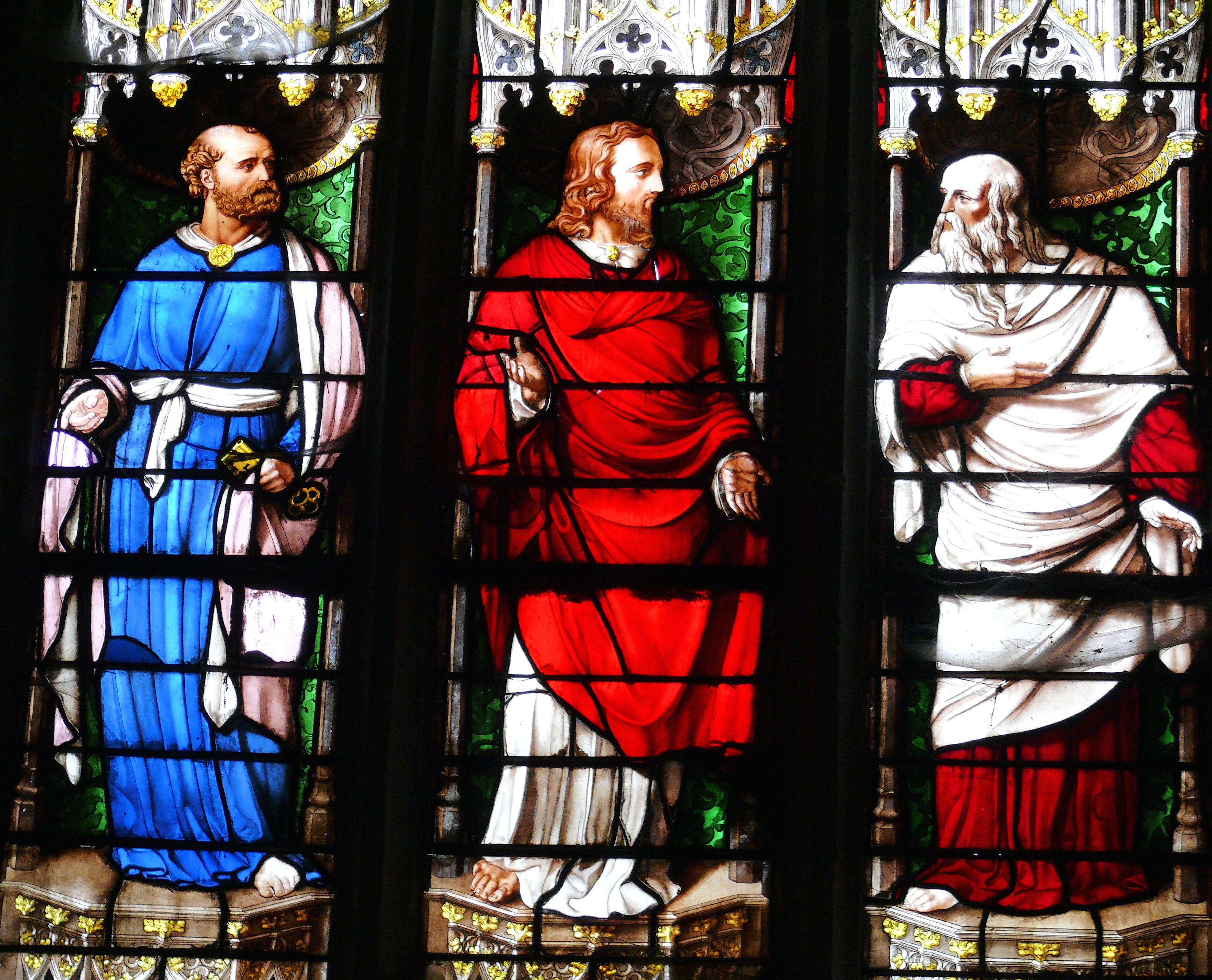
Vitrail de la chapelle Saint-André : Le Christ entre saint Pierre et saint Paul.
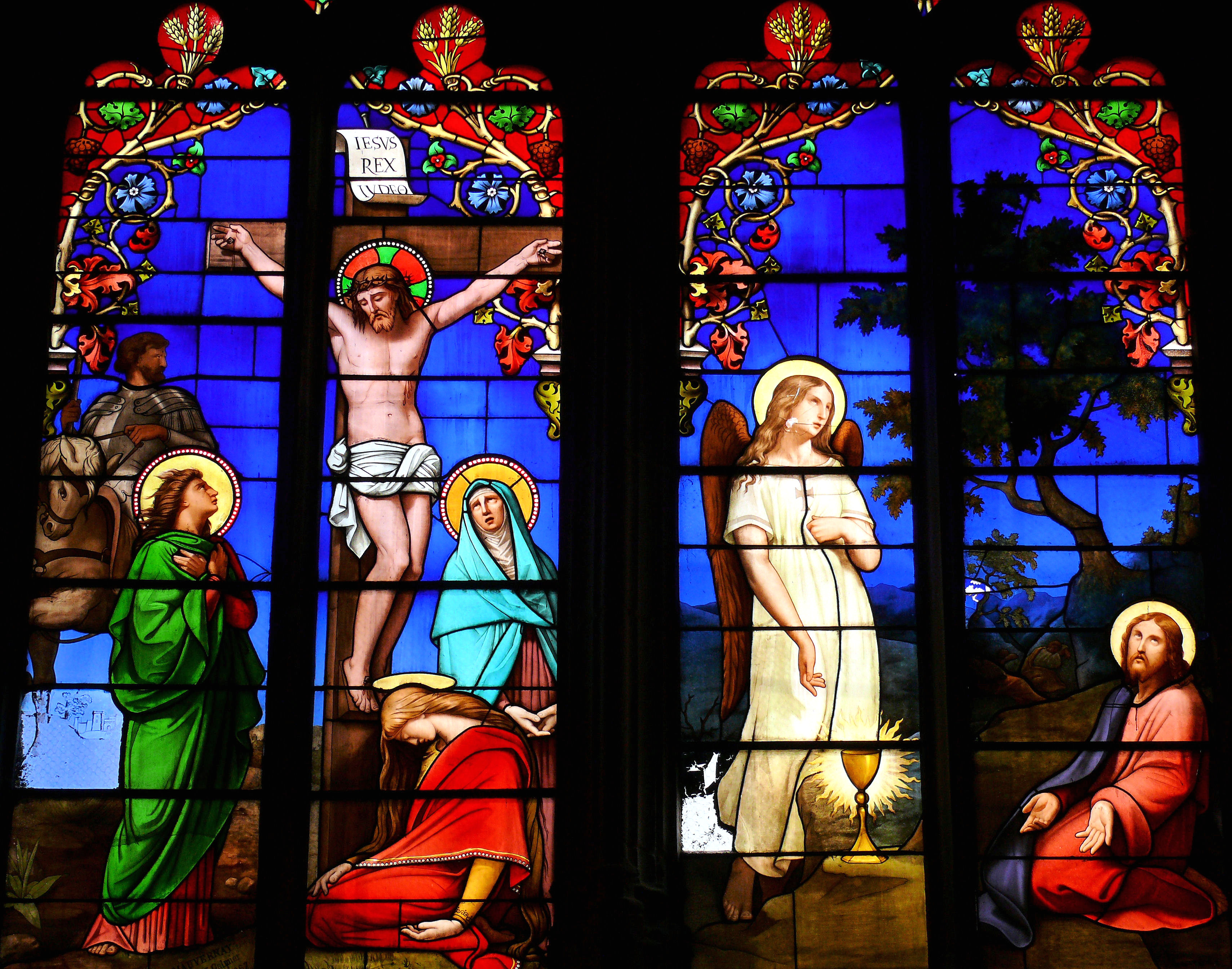
Vitrail du XIXe siècle.

## Architecture
La collégiale est une église gothique construite du début du XIIIe siècle à la seconde moitié du XVe siècle, construite de l'est (chœur) vers l'ouest (portail et tour).[réf. nécessaire]
L'église comprend trois vaisseaux sans transept avec une nef de cinq travées et une travée droite pour le chœur. L'abside est polygonale à cinq pans. Chaque collatéral se termine par une chapelle située au niveau du chœur.[réf. nécessaire]
Des chapelles latérales ont été ajoutées à la fin du XVe siècle et au début du XVIe siècle.[réf. nécessaire]

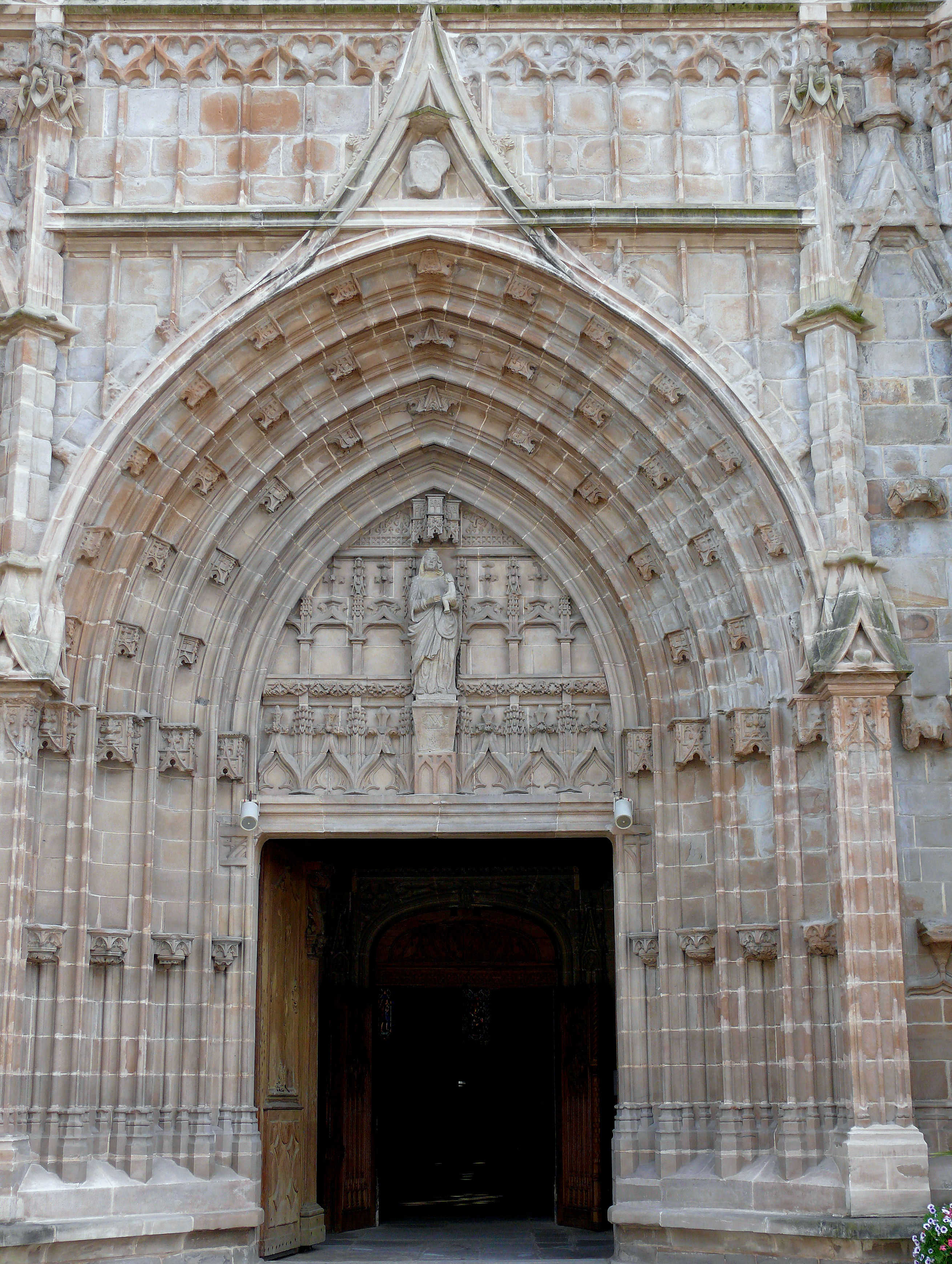
Portail occidental terminé en 1459.
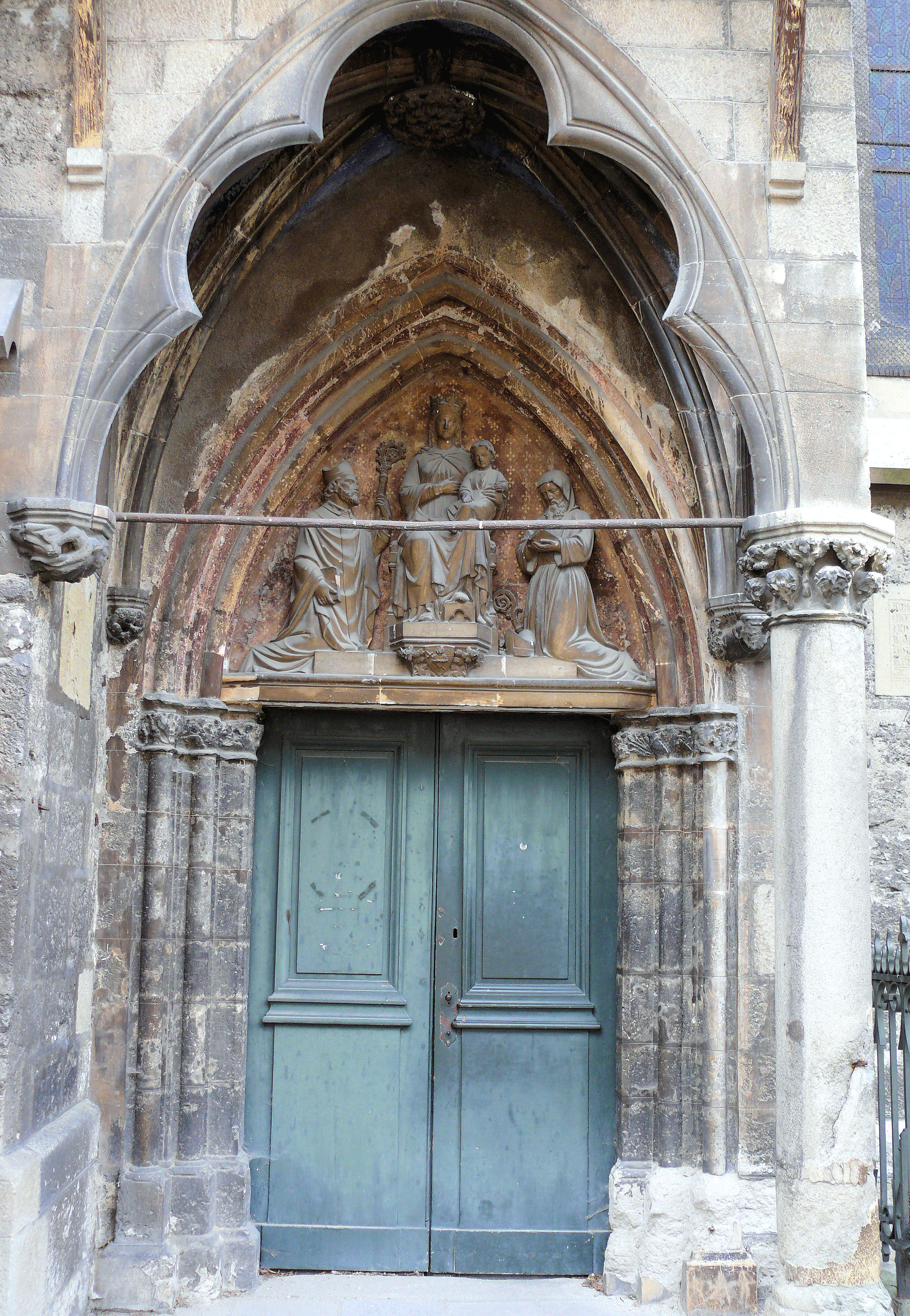
Portail latéral nord du XIVe siècle.
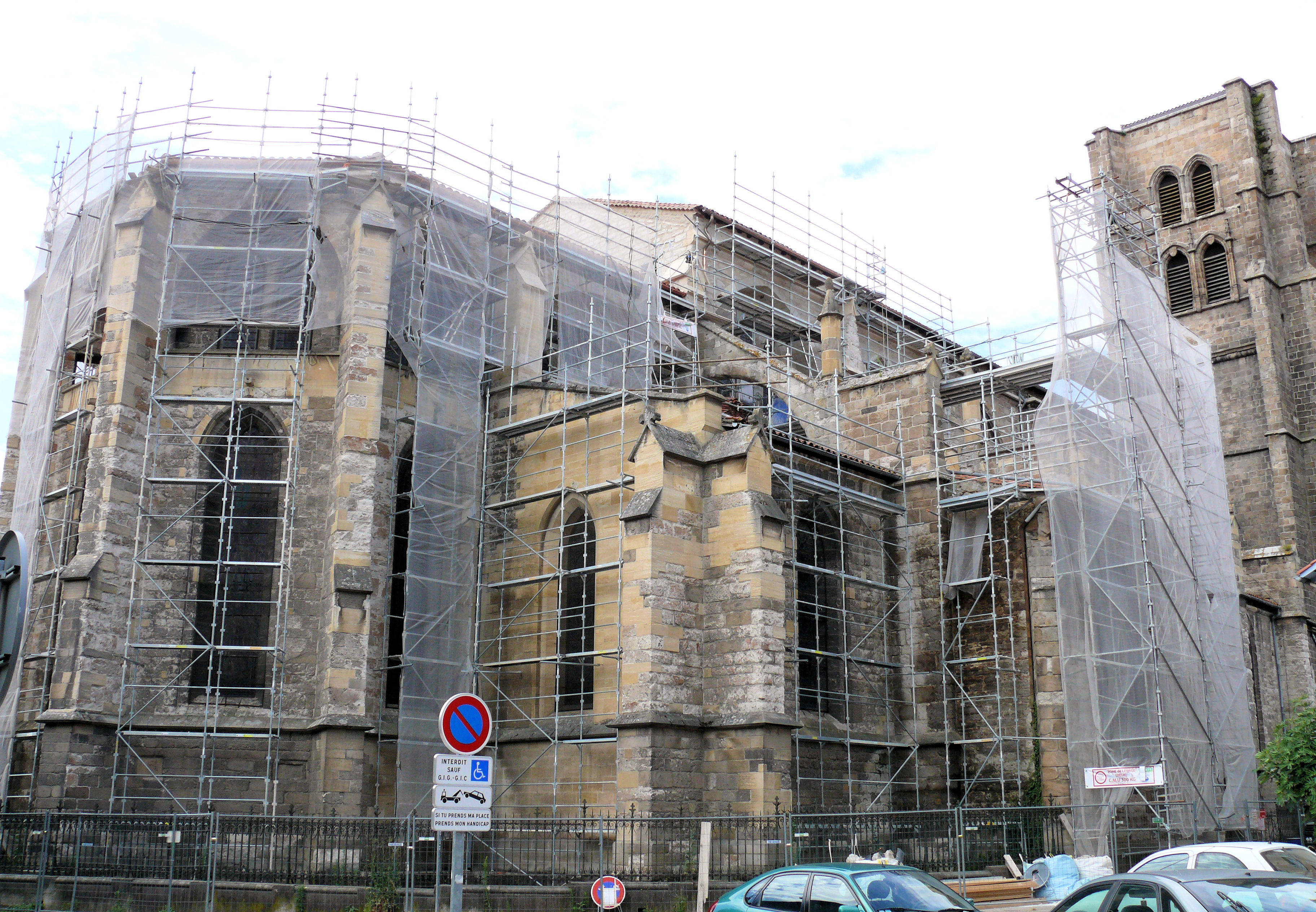
Le chevet en cours de restauration.
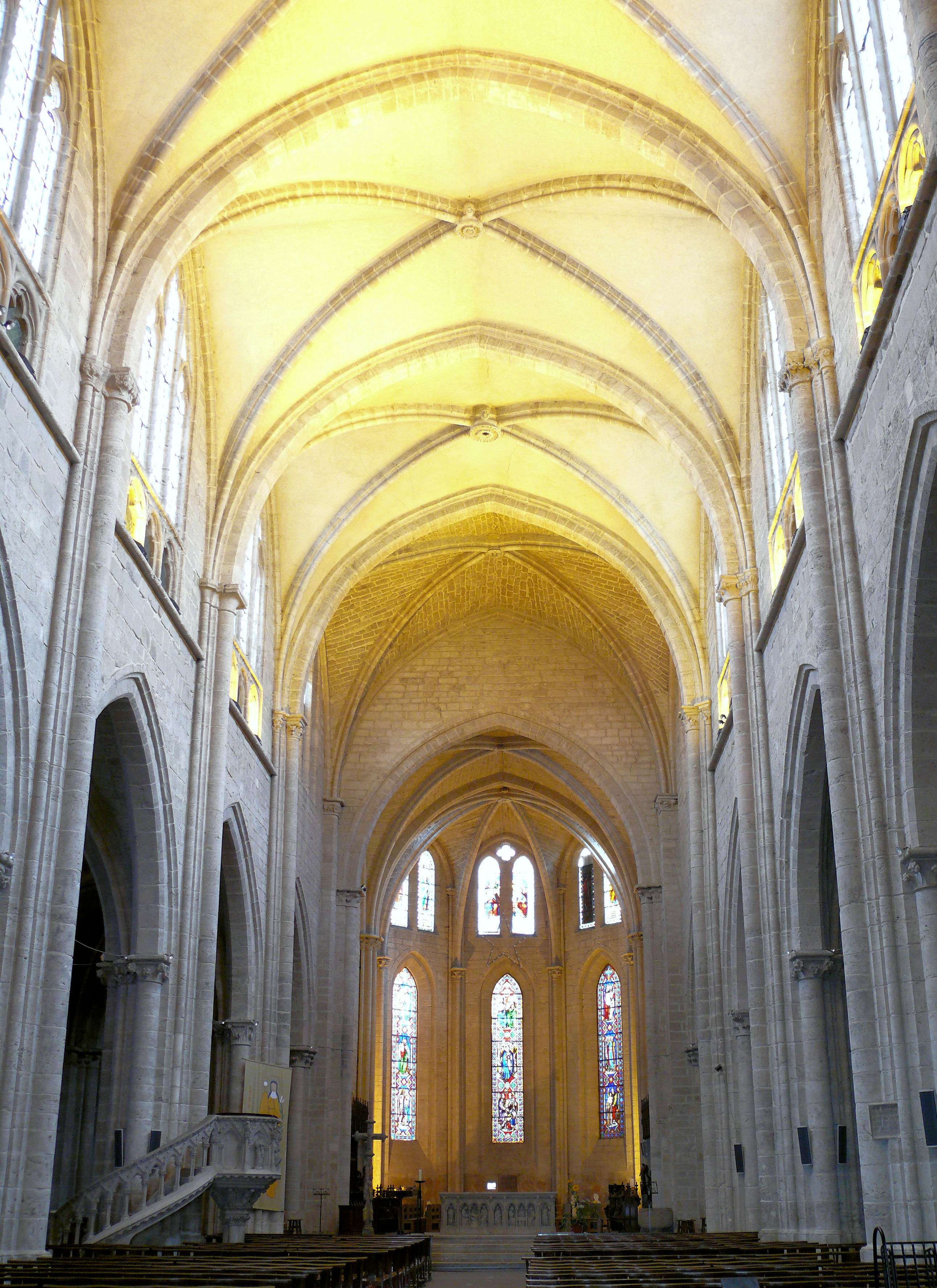
Vaisseau central.
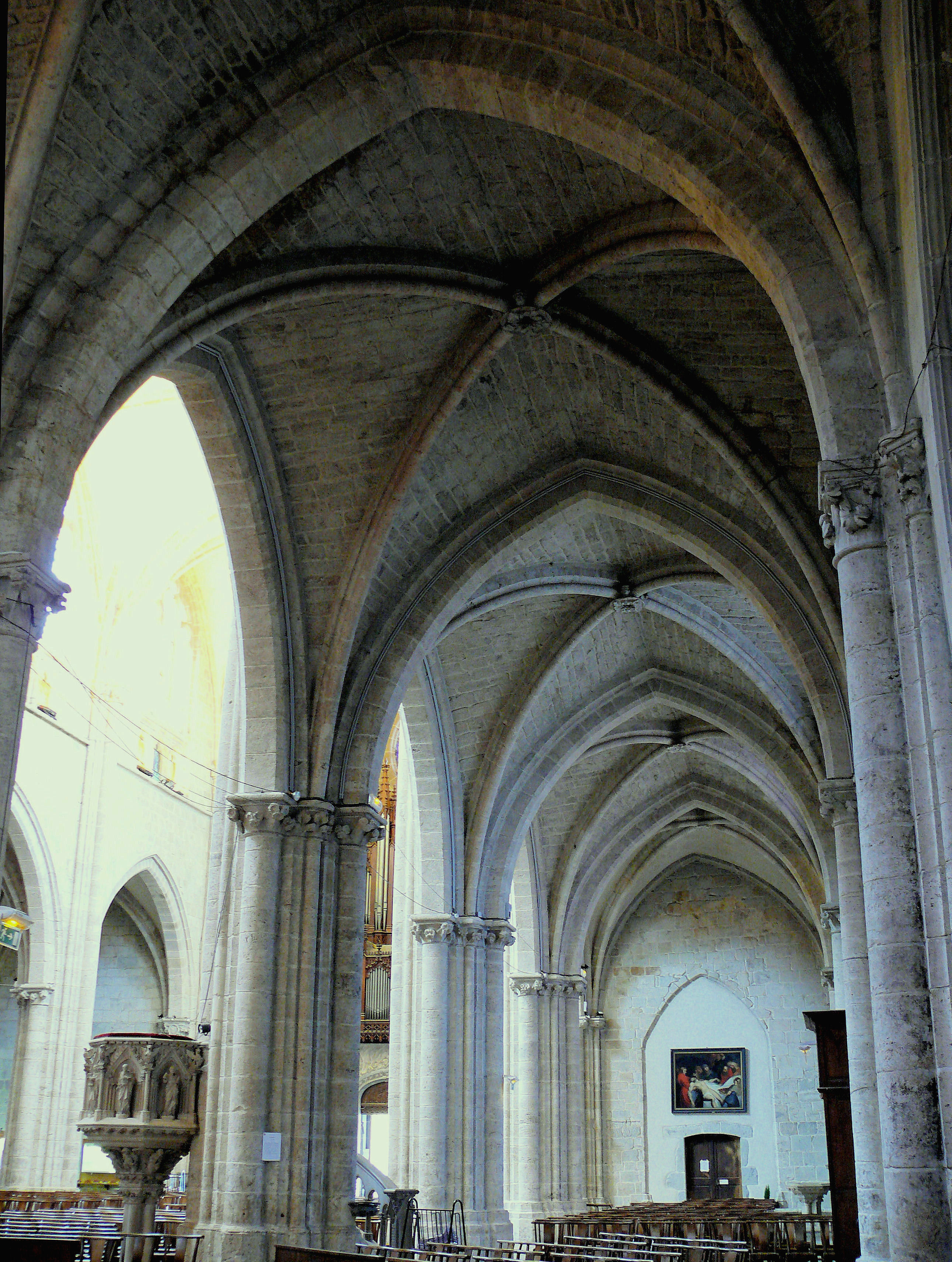
Collatéral sud.
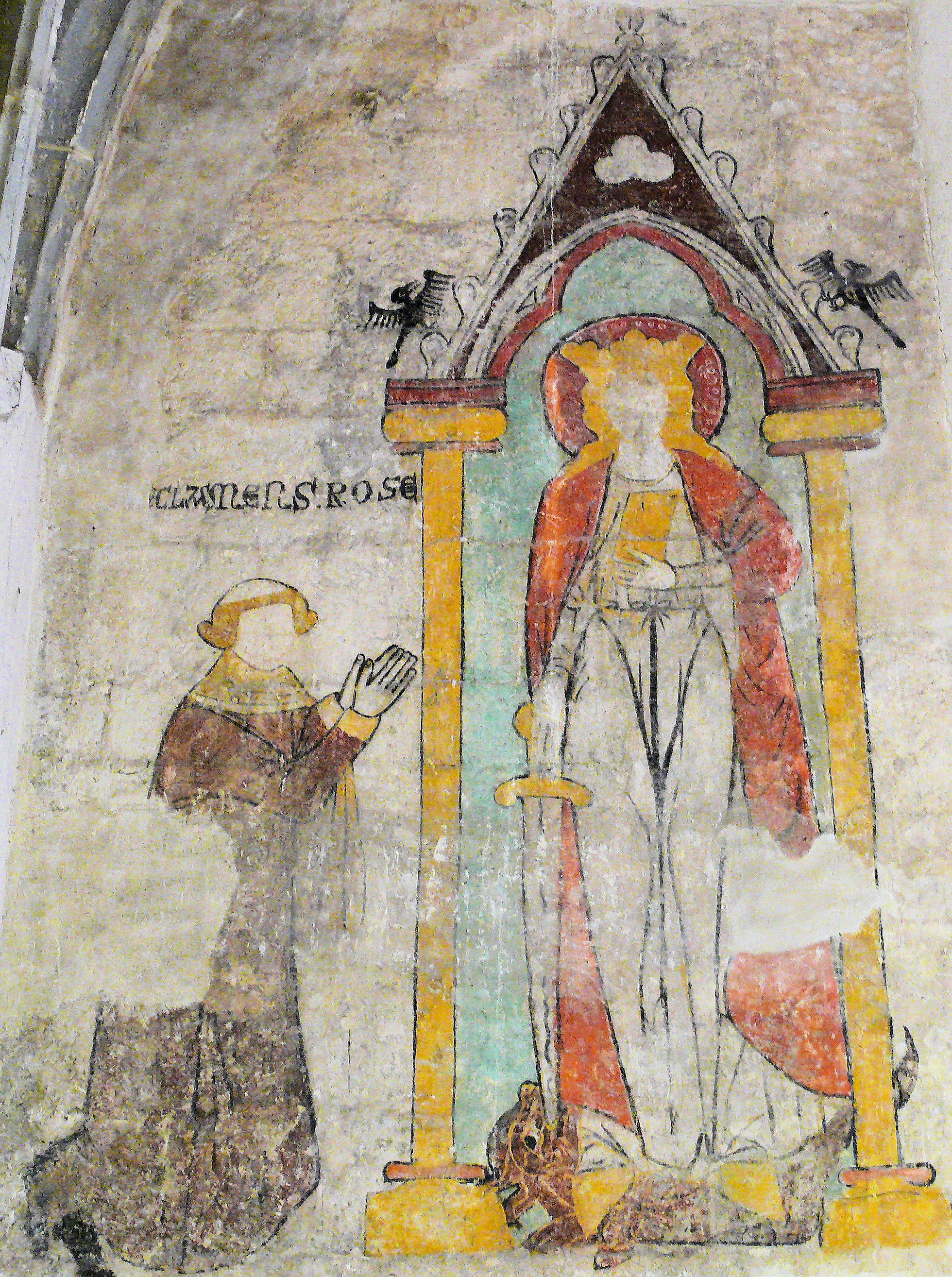
Peinture murale de la chapelle Saint-André.
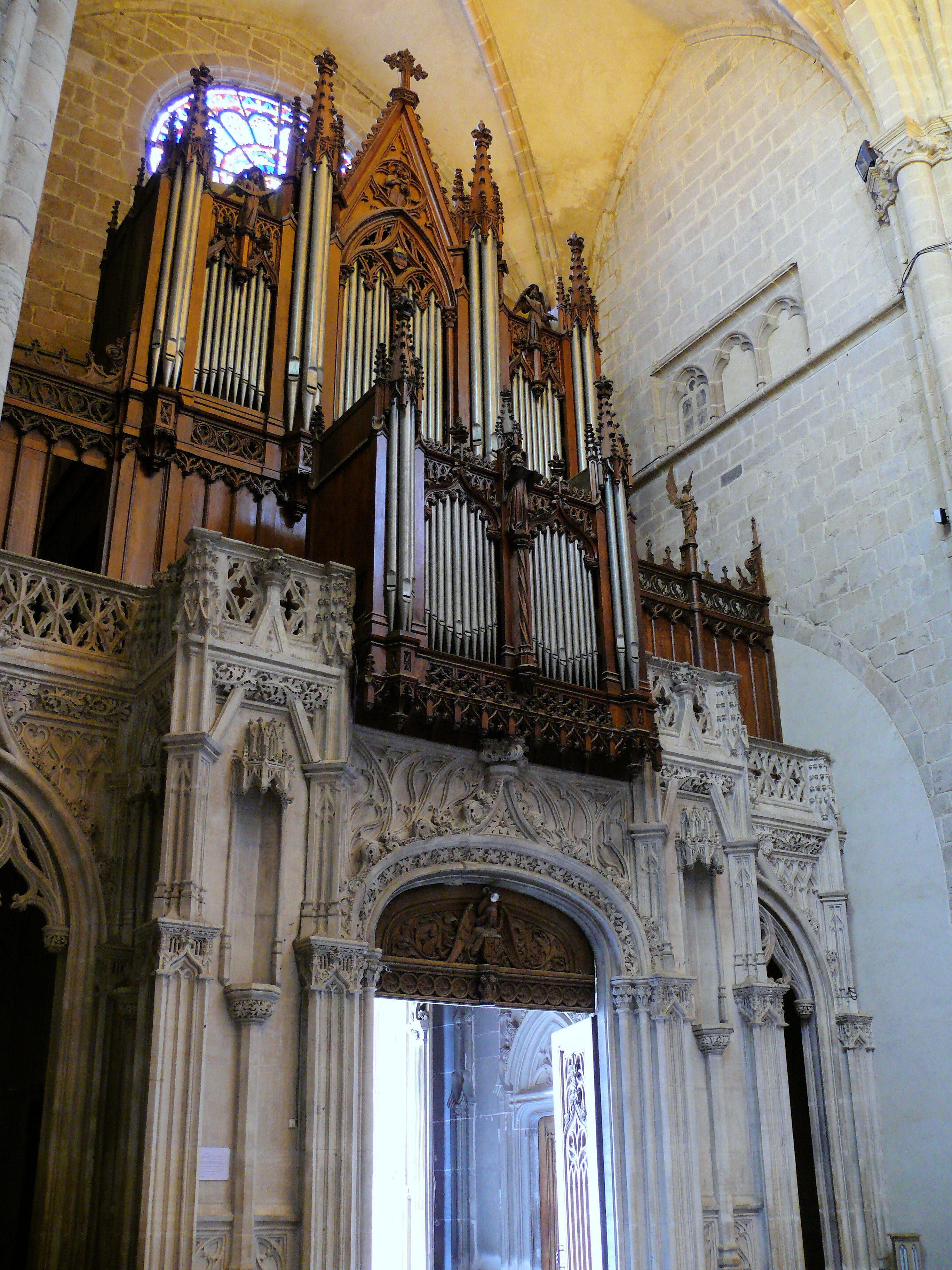
L'orgue historique Callinet.